# Vertigo ovata
Vertigo ovata é uma espécie de gastrópode da família Vertiginidae
É endémica dos Estados Unidos da América.